# تپه عنبرآباد
تم عنبرآباد (تپه عنبرآباد) مربوط به دوران پیش از تاریخ ایران باستان است و در شهرستان عنبرآباد، روستای عنبر آباد واقع شده و این اثر در تاریخ ۱ فروردین ۱۳۴۵ با شمارهٔ ثبت ۵۱۱ به‌عنوان یکی از آثار ملی ایران به ثبت رسیده است.